# Carmen Bunster
Carmen Bunster Briceño (Santiago de Chile, 6 de enero de 1918 - San José, 23 de abril de 2012) fue una actriz chilena, de larga y polifacética trayectoria en las artes escénicas.

## En Chile
Hija de Otilia Briceño Vásquez (n.Quillota) y César Bunster Calderón (n. 5 de julio de 1894), tuvo cinco hermanos: Álvaro Bunster, Patricio Bunster y Ofelia Angélica Bunster Briceño; María Marcela, María Ximena y Mónica Bunster Burotto (las tres últimas del segundo matrimonio de su padre con Ginebra Burotto Collantes).
Educación primaria y secundaria en Liceo de Niñas N°3, Santiago, Chile. Luego, estudió un Bachillerato en Filosofía y Letras. Profesorado en Castellano y Filosofía, Instituto Pedagógico de la Universidad de Chile.
A partir de 1951 formó parte del Teatro Profesional de la Universidad de Chile, fundado en 1941 –que en sus comienzos se llamó Teatro Experimental de la Universidad de Chile–. Luego, recibió los nombres de Instituto del Teatro de la Universidad de Chile (ITUCH) y Departamento de Teatro de la Universidad de Chile (DETUCH).
En 1972, colaboró como relatora del álbum musical de Inti-Illimani e Isabel Parra titulado Canto para una semilla. Uno de sus papeles más renombrados en esta etapa fueron en la obra La viuda de Apablaza presentada en 1956, escrita por Germán Luco Cruchaga en 1928, y que cuenta la historia de una mujer que se enamora de uno de los jóvenes trabajadores del campo de su difunto marido.
En 1972 grabó junto a Isabel Parra e Inti-Illimani la primera versión del álbum Canto para una semilla, cantata compuesta por Luis Advis y basada en textos de Violeta Parra.

## El exilio
Al año siguiente, producto del Golpe de Estado en Chile de 1973, Carmen partió al exilio en 1975, dejando su país para siempre. Vivió en distintos países en los cuales continuó con su carrera como actriz, siendo parte de diversos trabajos para teatro, cine y televisión, entre ellos, la película "Alsino y el cóndor", nominada al Óscar, dirigida por el también chileno Miguel Littín.
Se radicó finalmente en Costa Rica, donde el 16 de diciembre de 2003 fue reconocida con el Premio a la trayectoria por la Unión de Teatros Independientes (UTI). En este país vivió hasta su muerte, el 23 de abril de 2012, producto de causas naturales.

## Obra

### Teatro
Sus actuaciones más reconocidas en Chile fueron en las siguientes obras de teatro:
- Aceite de Eugene O’Neill, 1945.
- Marta la piadosa de Tirso de Molina. Teatro Libre, 1945.
- El mejor alcalde, el Rey de Lope de Vega. Teatro Libre, 1945.
- Los monstruos sagrados de Jean Cocteau. Teatro Libre, 1949.
- Risa en el cielo, de Noel Coward. Teatro Libre, 1949.
- Nuestro Pueblo de Thornton Wilder, dirigida por Pedro de la Barra. Personaje: señora Soames, 1950.
- Jezabel de Jean Anouihl, dirigida por María Elena Gertner. Personaje: Jezabel, 1951.
- Corrupción en el Palacio de Justicia de Ugo Betti, dirigida por Pedro Orthous. Personaje: enfermera, 1951.
- La profesión de la señora Warren de George Bernard Shaw, dirigida por Jorge Lillo. Personaje: la señora Warren, 1952.
- Las murallas de Jericó de Fernando Cuadra Pinto, dirigida por Jorge Lillo. Personaje: Elvira, 1952
- El tío Vania de Antón Chejov, dirigida por Pedro Orthous. Personaje: Marina Timofieyevna, 1953.
- La larga cena de Navidad de Thornton Wilder. Personaje: madre Bayard, 1953.
- Madre Coraje de Bertolt Brecht, dirigida por Reinhold K. Olszewski. Personaje: madre coraje, 1953.
- Doña Rosita la soltera de Federico García Lorca, dirigida por Pedro Mortheiru, Personaje: la tía, 1954.
- Living room, de Graham Greene, dirigida por Agustín Siré. Personaje: Elena Browne, 1955.
- Todos son mis hijos de Arthur Miller dirigida por Jorge Lillo. Personaje: Sussie Bayliss, 1955.
- Fuerte Bulnes de María Asunción Requena, dirigida por Eugenio Guzmán. Personaje: Carmela y mujer primera, 1955.
- Jinetes hacia el mar de William Synge, dirigida por Teresa Orrego. Personaje: vecina, 1955.
- Un caso interesante de Dino Buzzati, dirigida por Eugenio Guzmán. Personaje: Laura, 1956.
- La viuda de Apablaza de Germán Luco Cruchaga, dirigida por Pedro de la Barra. Personaje: La viuda, 1956.
- Mama Rosa de Fernando Debesa, dirigida por Agustín Siré. Personaje: Misiá Manuela Echeverría, 1957.
- El baile de los ladrones de Jean Anhouil, dirigida por Eugenio Guzmán. Per- sonaje: Lady Huff, 1957.
- Seis personajes en busca de autor (reposición) de Luigi Pirandello, dirigida por Jorge Lillo. Personaje: la madre, 1957.
- Discípulos del miedo de Egon Wolf, dirigida por Eugenio Guzmán. Personaje: Matilde, 1958.
- La fierecilla domada de William Shakespeare, dirigida por Mac Mullan. Personaje: Curtis, ama de llaves en casa de Petruchio, 1958.
- Los intereses creados de Jacinto Benavente, dirigida por Pedro Mortheiru. Personaje: doña Sirena, 1959.
- La ópera de tres centavos de Bertolt Brecht, dirigida por Eugenio Guzmán. Personaje: la señora Peachum, 1959.
- La casa de Bernarda Alba de Federico García Lorca, dirigida por Jorge Lillo. Personaje: Bernarda Alba, 1960.
- Bernardo O´Higgins de Fernando Debesa, dirigida Pedro Mortheiru. Personaje: doña Isabel Riquelme, madre de O´Higgins, 1961.
- Rinoceronte, de Eugéne Ionesco, dirigida por Pedro Orthous. Personaje: la dueña de casa, 1961.
- La viuda de Apablaza (reposición con el elenco original de la puesta en escena estrenada en 1956), 1962.
- El abanderado de Luis Alberto Heiremans, dirigido por Eugenio Guzmán. Personaje: la pepa de oro, 1962.
- Ánimas de día claro de Alejandro Sieveking, dirigida por Víctor Jara, 1962.
- Los físicos de Friedrich Dürrenmatt, dirigida por Pedro Orthous. Personaje: señora Lina de Rose, 1963.
- El círculo de tiza caucasiano de Bertolt Brecht, dirigida por Atahualpa del Cioppo. Personaje: Natalia Abashvili, 1963.
- La estación de la viuda de Georges Feydeau, dirigida por Pedro Orthous. Personaje: la señora Champbaudet, 1963.
- La Ronda de Arthur Schnitzler, dirigida por Eugenio Guzmán. Personaje: la actriz. Examen de graduación, carrera de teatro, Universidad de Chile, 1963.
- Romeo y Julieta de William Shakespeare (traducción de Pablo Neruda), dirigida por Eugenio Guzmán. Personaje: ama de Julieta. 1964.
- La remolienda de Alejandro Sieveking, dirigida por Víctor Jara. Personaje: doña Rebeca, 1965.
- La casa vieja de Abelardo Estorino, dirigida por Víctor Jara. Personaje: Flora, 1966.
- Marat-Sade de Peter Weiss, dirigida por William Irving Oliver. Personaje: Simone Evrard, 1966.
- Todo se irá, se fue, se va al diablo de Alejandro Sieveking, dirigida por Domingo Tessier, 1968.
- Los que van quedando en el camino de Isidora Aguirre, dirigida por Eugenio Guzmán. Personaje: Lorenza Uribe. 1969.
- Querida, tú sabes que no puedo oír cuando el agua está corriendo de Robert Anderson, dirigida por Domingo Tessier. En temporada con el teatro independiente Las Condes, 1970.
- La madre de Brecht-Gorki, dirigida por Pedro Orthous. Personaje: La madre, 1971.
- Chiloé, cielos cubiertos de María Asunción Requena, dirigida por Eugenio Guzmán, 1972.
- George Dandin, de Molière, dirigida por Mohse Yashin. Personaje: señora Sotenville, 1973.
- Ana de los milagros de William Gibson, dirigida por Júver Salcedo. Personaje: tía Ev. Coproducción Teatro Universitario-Teatro Nacional, 1975.
- Delitos en la isla de las cabras de Ugo Betti, dirigida por Jean Moulaert. Teatro Arlequín, 1975.
- Pequeños asesinatos de Jules Pfeiffer, dirigida por Jean Moulaert. Teatro Arlequín, 1976.
- La dama del perrito de Antón Chéjov, dirigida por Júver Salcedo. Teatro Universitario, 1976.
- Milagro en el mercado viejo de Osvaldo Dragún, dirigida por Luis Carlos Vázquez. Personaje: Úrsula. Teatro Universitario, 1976.
- Lisa de Augusto Boal, dirigida por Atahualpa del Cioppo. Personaje: Ester. Teatro Universitario, 1977.
- Anillos para una dama de Antonio Gala., dirigida por: Luis Carlos Vásquez. Personaje: nodriza de doña Urraca. Teatro Arlequín, 1977.
- La Marquesa de Lanskpurlotion de Tennessee Williams, dirigida por Luis Carlos Vázquez. Personaje: la Marquesa. Teatro Universitario (del espectáculo Tres Tennessee Williams, junto a Háblame como la lluvia), 1977.
- Saludos de Berta de Tennessee Williams, dirigida por Luis Carlos Vásquez. Personaje: Berta. Teatro Universitario (del espectáculo Tres Tennessee Williams, junto a Háblame como la lluvia), 1977.
- Operación TNT de Alberto Cañas, dirigida por Lenin Garrido. Compañía Nacional de Teatro, 1978.
- Las brujas de Salem de Arthur Miller, dirigida por Daniel Gallegos. Personaje: Rebeca Nurse. Compañía Nacional de Teatro, 1978.
- Invitación al Castillo de Jean Anouilh, dirigida por Jean Moulaert. Personaje: la condesa. Compañía Nacional de Teatro, 1978.
- Los fusiles de la madre Carrar de Bertolt Brecht, dirigida por Virginia Grütter. Personaje: señora Carrar. Teatro Universitario, 1979.
- Lilliom de Ferenc Molnar, adaptación de Fabián Dobles, dirigida por Oscar Fessler. Personaje: tía Enriqueta. Compañía Nacional de Teatro, 1980.
- Petra regalada de Antonio Gala, dirigida por Eduardo Zúñiga. Personaje: el ama de llaves. Teatro Laurence Olivier, 1985.
- La mula del diablo (título original: La mantis religiosa) de Alejandro Sieveking, dirigida por Alejandro Sieveking. Personaje: Teresa. Teatro del Ángel, 1981.
- Ánimas de día claro de Alejandro Sieveking, dirigida por Alejandro Sieveking. Teatro del Ángel, 1982.
- Te juro Juana que tengo ganas, de Emilio Carballido, dirigida por Eduardo Zúñiga. Personaje: Serafina. Teatro Laurence Oliver, 1983.
- Luisa Fernanda de Federico Moreno, dirigida por Jaime Hernández. Asociación Pro Artes, 1983.
- Con el corazón en la mano de Lolleh Bellon, dirigida por Lucho Barahona. Teatro del Ángel. 1983.
- El vuelo de la grulla, de Ana Istarú, dirigida por Remberto Chaves. Personaje: Berta. 1984.
- El inquilino, de Guillermo Arriaga, dirigida por Remberto Chaves. Personaje: doña Mercedes. 1984.
- Macedonio el Viejo, de Víctor Valdelomar, dirigida por Remberto Chaves. Personaje: Margarita. 1984.
- La increíble y triste historia de la cándida Eréndira y su abuela desalmada de Gabriel García Márquez, adaptada y dirigida por Luis Carlos Vásquez. Personaje: la abuela desalmada. Teatro Nacional, 1985.
- El gran deschave de Sergio de Ceceo y Armando Chulak, dirigida por Alfredo Catania. Teatro Carpa, 1984.
- Con la honra en el alambre de Jorge Arroyo, dirigida por Lucho Barahona. Teatro del Ángel, 1986.
- El martirio del pastor de Samuel Rovinski, dirigida por Alfredo Catania. Personaje: la madre superiora. Compañía Nacional de Teatro, 1987.
- Las Leandras de Emilio González del Castillo y José Muñoz Román, dirigida por Jaime Hernández. Personaje: Manuela. Teatro Popular Melico Salazar, 1988.
- Los asesinos dedicados (título original: Los justos) de Albert Camus, dirigida por Alfredo Catania. Teatro Carpa, 1988.
- El Tío Vania de Antón Chéjov, dirigida por Jaime Hernández, 1988.
- El último caso de Sherlock Holmes de Charles Marowitz, dirigida por Nicholas Baker. Teatro Laurence Olivier, 1989.
- Filomena Marturano de Eduardo de Filippo, dirigida por Nicholas Baker. Teatro Laurence Olivier, 1990.
- Ninette y un señor de Murcia de Miguel Mihura, dirigida por Nicholas Baker. Teatro Laurence Olivier, 1990.

### Giras internacionales
El Festival Latino de Nueva York (Joseph Papp) En 1982, la Compañía Nacional de Teatro es invitada a participar en el Festival Latino de Nueva York, del afamado productor Joseph Papp, creador del proyecto Shakespeare in the Central Park. Se presenta con la obra El martirio del Pastor (vida, pasión y muerte de Monseñor Romero, Arzobispo de El Salvador) del autor costarricense Samuel Rovinski. La presentación obtiene un gran éxito de público y de crítica. Después de Nueva York, la Compañía viaja a México para participar en la rama del Festival Latino de ese país, donde el éxito se repite y el elenco es distinguido como el mejor grupo del Festival.

### Cine
- 1953 - Conflicto de sangre (Chile; dirección Vinicio Valdivia)
- 1954 - Confesiones al amanecer (Chile; dirección Pierre Chenal)[1]
- 1983 - Alsino y el cóndor, como la abuela de Alsino (Nicaragua, Cuba, México, Costa Rica; dirección Miguel Littín, nominada al Óscar)[1]
- 1982 - Fray Bartolomé de las Casas
- 1985 - La Negrita, el Milagro de Nuestra Señora de los Ángeles, como una bondadosa y humilde aldeana cartaginesa.

### Televisión
- 1985 - Bartolome oder Die Rückkehr der weißen Götter, como Sra. Cecilia (Alemania Occidental; dirección Eberhard Itzenplitz)
- 1969 - La chica del bastón
- 1971 - El espejo

### Música
- 1972 - Canto para una semilla (con Inti-Illimani e Isabel Parra)

## Reconocimientos

### Premios
- Premio Copec por su interpretación protagónica en Jezabel de Jean Anouihl, 1951.
- Premio Caupolicán por su actuación en Jezabel de Jean Anouihl, 1951.
- Premio Laurel de Oro por su encarnación del personaje principal en La viuda de Apablaza de Germán Luco Cruchaga, 1956.
- Premio Nacional de Teatro, Ministerio de Cultura Juventud y Deporte. Mejor actriz de reparto, 1978, por su interpretación en Invitación al Castillo de Jean Anouilh.
- Premio Nacional de Teatro, Ministerio de Cultura Juventud y Deporte, Mejor actriz 1985. Inscripción en la estatuilla correspondiente: “Por su extraordinaria representación de la Abuela en La Eréndira.

### Distinciones
- Miembro Honorario de la Asociación Costarricense de Trabajadores del Teatro (ACCT).
- Premio a la Trayectoria Unión de Teatro Independientes (UTI), 2003.
- Reconocimiento del Ministerio de Cultura, Juventud y Deporte. En la correspondiente inscripción se lee: “Compañía Nacional de Teatro de Costa Rica. El director general y Artístico Luis Fernando Gómez reconoce a Carmen Bunster como pionera del Teatro Costarricense. Día del Trabajador del Teatro Costarricense. Teatro Popular Mélico Salazar. San José, 2004.